# Thionin
Thionin ist eine chemische Verbindung aus der Gruppe der Phenothiazinfarbstoffe und zählt zu der anwendungstechnischen Gruppe der kationischen Farbstoffen.

## Geschichte
Thionin war der erste Phenothiazinfarbstoff und wurde 1876 durch Charles Lauth zuerst synthetisiert. Die Verbindung wird daher auch als Lauths Violett bezeichnet.

## Gewinnung und Darstellung
Thionin kann durch Umsetzung einer mit Schwefelwasserstoff gesättigten Lösung von p-Phenylendiamin mit einem Oxidationsmittel, wie Eisen(II)-chlorid, hergestellt werden. Eine weitere Möglichkeit ist die Radiosynthese durch Röntgenbestrahlung von p-Phenylendiamin in Gegenwart von Ammoniumsulfid, Salzsäure und Kupfersulfat bei pH 7.

## Eigenschaften
Thioninacetat ist ein grün-blauer Farbstoff, der sehr gut löslich in Wasser ist. Seine Lösung (oder die des Chlorides) in Wasser ist violett.

## Verwendung
Thionin und seine Salze werden als Farbstoff in der Mikroskopie verwendet. Sie dienen zum Beispiel bei der Nissl-Färbung zur Darstellung von Nervenzellen. Thioninacetat wird aufgrund seiner Affinität zu Nukleinsäuren und sauren Gewebebestandteilen zur Färbung von Zellkernen und anderen sauren Bestandteilen von Zellen und Geweben eingesetzt. Der Wirkmechanismus beruht auf seiner Funktion als basischer Farbstoff, der sich stark an negativ geladene Komponenten in Zellen, wie DNA und RNA, bindet. Die Verbindung wurde auch als Entwicklersubstanz eingesetzt.

## Externe Links zu erwähnten Verbindungen
1. ↑  Externe Identifikatoren von bzw. Datenbank-Links zu Thionin (Base):  CAS-Nr.: 135-59-1, EG-Nr.: 205-204-5, ECHA-InfoCard: 100.004.731, PubChem: 65044, Wikidata: Q82005832.
2. ↑  Externe Identifikatoren von bzw. Datenbank-Links zu Thioninacetat:  CAS-Nr.: 78338-22-4, EG-Nr.: 676-854-9, ECHA-InfoCard: 100.202.034, ChemSpider: 17961133, Wikidata: Q27123356.
3. ↑  Externe Identifikatoren von bzw. Datenbank-Links zu Thioninkation:  CAS-Nr.: 26754-93-8, ChemSpider: 10554883, Wikidata: Q27123688.